# Fazenda Santa Cândida
Fazenda Santa Cândida foi uma uma antiga propriedade rural da região de Campinas, atualmente nas região próxima ao Quilômetro 136 da Rodovia Dom Pedro I. A fazenda originou-se do fracionamento da sesmaria de Antônio Benedito de Cerqueira César, que também originou as fazendas Pau D'Alho e Anhumas.
Esta sesmaria foi concedida, em 1788, na estrada de Goiás, no bairro de Anhumas, onde o proprietário havia adquirido os direitos de posse de Pedro José Batista, de Antônio Bicudo e de Ana Teles Moreira. Antônio de Cerqueira César aí fundou o seu engenho, em 1796, confrontando com João Correia Bueno e Antônio Ferraz de Campos. Falecendo em 1828, Antônio Cerqueira César deixa a fazenda para seu filho Antônio Benedito de Cerqueira Leite, que foi pai, dentre outros, do Senador Francisco Glicério de Cerqueira Leite, do Coronel Júlio César de Cerqueira Leite, Leão Cerqueira, Elói Cerqueira, Jorge Ludgero de Cerqueira Miranda e muitos outros.
A viúva de Antônio de Cerqueira César, Anna Jacinta do Amaral vendeu a propriedade a Manuel Leite de Barros, cuja viúva, Cândida da Rocha Ferraz, em 1874, dividiu a sesmaria em três fazendas: Anhumas, Pau D'Alho, que em 1885 já pertencia ao barão de Anhumas, Manuel Carlos Aranha e Santa Cândida.
Em 1940, possuía 427 hectares, sendo seu proprietário Caio Pinto Guimarães. Suas filhas Vera e Ana Beatriz doaram parte da fazenda à Arquidiocese de Campinas, para a instalação do Campus I da Pontifícia Universidade Católica de Campinas.
Caio Guimarães tinha o sonho de construir uma universidade no lugar mais nobre da fazenda. A construção dos prédios começou logo que o terreno foi doado, em 1970. Três anos depois, entraram em funcionamento o Instituto de Artes, Comunicações e Turismo (IACT) e a Faculdade de Educação Física (FAEFI). O campus foi inaugurado em 1976. Funcionam no Campus I da Pontifícia Universidade Católica de Campinas: todos os cursos do CEA - Centro de Economia e Administração, os cursos do CEATEC - Centro de Ciências Exatas, Ambientais e de Tecnologias, os cursos do CCH - Centro de Ciências Humanas (exceto Direito), os cursos do CLC - Centro de Linguagem e Comunicação (exceto Letras), além dos cursos de Educação Física e Serviço Social do CCSA - Centro de Ciências Sociais Aplicadas.
O Condepacc faz mutirão para agilizar o seu tombamento, de acôrdo com informação da Pontifícia Universidade Católica de Campinas.